# Louis Süe
Marie-Louis Süe (Burdeos, 14 de julio de 1875-París, 7 de agosto de 1968) fue un pintor, arquitecto, decorador de interiores y diseñador de muebles francés, exponente del estilo art déco. 

## Biografía
Era hijo de un comerciante bordelés, Henri Marie Sidonius Süe, y de Marie Elisa Mathilde Paulet. Estudió en la École Nationale Supérieure des Beaux-Arts de París y trabajó en el taller del arquitecto Victor Laloux. Inició su carrera como pintor, pero desde 1910 se centró en su faceta de decorador y diseñador. Se asoció con Paul Huillard, con quien diseñó un tipo de mobiliario de influencia alemana, que expuso en el Salon d'Autumne.
Entre sus primeras construcciones se encuentran una serie de talleres para pintores en el barrio de Montparnasse. En 1912, tras un viaje a Viena e influido por el Wiener Werkstätte, fundó el Atelier Français, desde el que construyó y decoró la villa de Madame Paquin en Saint-Cloud, así como el Château de La Fougeraie en Bruselas.
En 1919 se asoció con el pintor y decorador André Mare, con el que creó la Compagnie des Arts Français, caracterizada por un mobiliario de inspiración tradicional pero exuberante decoración, que sentaría precedente para lo que sería el art déco. En 1921 publicaron un manifiesto junto a Paul Valéry titulado Architectures. Junto a otros diseñadores, como Maurice Marinot, crearon una línea de objetos para el hogar, caracterizada por la sencillez de estilo pero con una cierta opulencia en los materiales. Muestra de ello fue su sala de música para el pabellón Un Musée d'Art Contemporain de la Exposición de Artes Decorativas de 1925. La sociedad se disolvió en 1928.

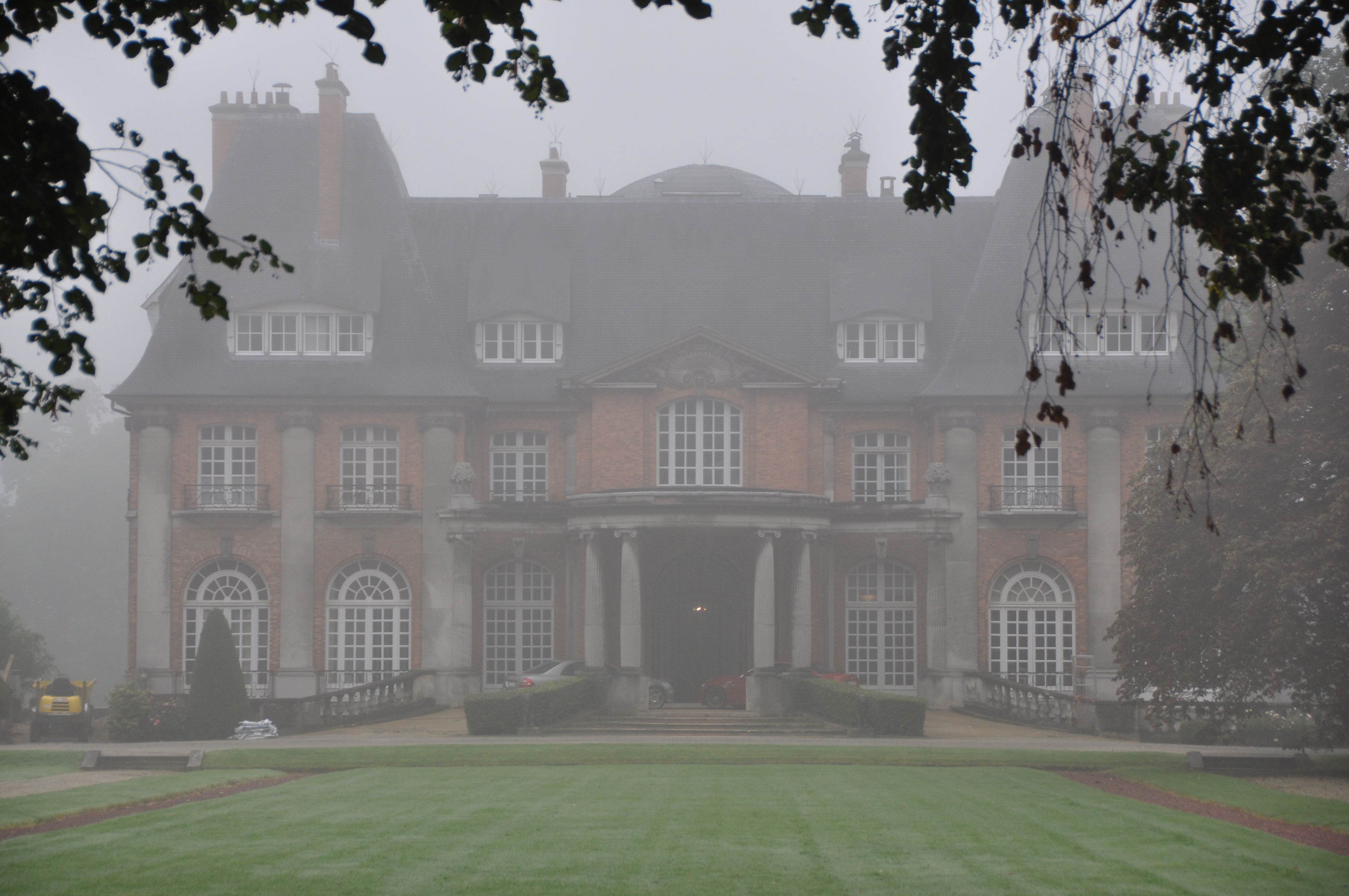
Château de La Fougeraie (1911)

En el ámbito arquitectónico se especializó posteriormente en la construcción y decoración de villas y châteaux para la burguesía en la región de París y en la Costa Azul. También decoró tiendas y establecimientos dedicadas generalmente al comercio de productos de lujo, así como interiores de trasatlánticos y decorados teatrales. Su estilo combinaba clasicismo y vanguardia, en una síntesis adecuada para el ambiente de lujo y glamour del período de entreguerras. Usaba por lo general materiales tradicionales y gustaba de usar fuertes contrastes de colores. Tras la Segunda Guerra Mundial se asoció a su sobrino Olivier Süe.
En 1936 fue nombrado oficial de la Legión de Honor. Fue también oficial de la Orden de las Artes y las Letras.